# Vincenz Fuchs
Vincenz Fuchs (* 7. Februar 1938 in Kriftel; † 1. März 2001) war ein deutscher Fußballspieler.

## Karriere
Fuchs wurde im an Frankfurt am Main angrenzenden Ort Kriftel geboren und begann beim dort angesiedelten SV Kriftel mit dem Fußballspielen. 1961 wechselte er zum in der Oberliga Südwest antretenden 1. FSV Mainz 05; zur damaligen Zeit stellte die Oberliga die höchste Spielklasse im Ligensystem dar. Am 5. August 1961, dem ersten Spieltag der neuen Saison, stand er bei einer Begegnung gegen den SV Saar 05 Saarbrücken auf dem Platz und erreichte somit sein Debüt auf Erstliganiveau. Anschließend erkämpfte er sich einen festen Stammplatz auf der Position des Linksaußen und war am sechsten Spieltag zum ersten Mal als Torschütze erfolgreich. 1963 kam es zur Gründung der Bundesliga, zur Auflösung der Oberligen und zur Schaffung der Regionalligen als zweithöchste Spielklassen. Mainz trat fortan in der Regionalliga Südwest an. In der Spielzeit 1963/64 erlebte der Offensivspieler in Hinblick auf die Torerfolge sein bestes Jahr und traf 20 Mal ins Ziel. Im Verlauf der nachfolgenden Saison konnte er mit 13 Treffern daran anknüpfen, doch rutschte er mit der Mannschaft vom vierten auf den elften Tabellenplatz ab. Als er dann ein Vertragsangebot des Bundesligisten Meidericher SV erhielt, kehrte er den Mainzern den Rücken.
Im Sommer 1965 traf er in Meiderich ein, musste sich beim deutschen Vizemeister des Jahres 1964 aber mit einer Reservistenrolle begnügen. Weil Ein- und Auswechslungen damals noch nicht gestattet waren, wurde er im Verlauf der Hinrunde überhaupt nicht aufgeboten. Erst am 5. März 1966 debütierte er bei einem 0:0-Unentschieden gegen Eintracht Frankfurt auf Bundesligarasen, zeigte dabei jedoch eine eher schwache Leistung. Er wurde kein weiteres Mal mehr berücksichtigt und kehrte dem MSV am Ende der Saison 1965/66 wieder den Rücken.
Nach seinem Jahr in der Bundesliga fand er im Regionalligisten VfR Mannheim einen neuen Klub, doch konnte er sich auch bei diesem nicht durchsetzen und wurde nur sporadisch eingesetzt. Daraufhin beendete er 1967 mit 29 Jahren seine höherklassige Laufbahn. Er ließ seine Karriere im Amateurbereich beim SV 07 Kriftel ausklingen.